# Гаррі Гаскі
Га́ррі Га́скі (англ. Harry Douglas Huskey; 19 січня 1916, Віттьє, Північна Каліфорнія, США — 9 квітня 2017, Санта-Крус, Каліфорнія, США) — американський вчений-математик, один з перших комп'ютерних інженерів та розробників комп'ютерів у світі.

## Біографічні дані

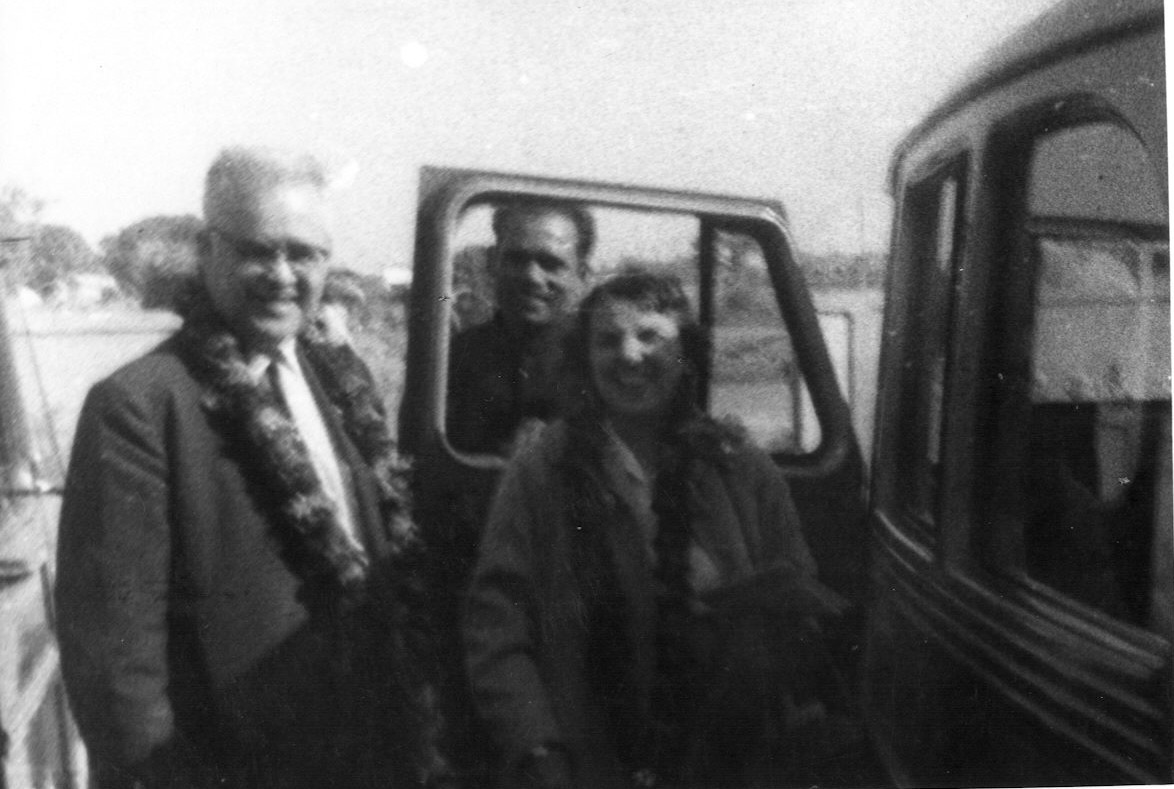
Гаррі Гаскі (ліворуч) на екскурсії по (Кхаджурахо, Мадх'я-Прадеш, Індія, 1964 рік)

Гаррі Гаскі народився 19 січня 1916 року у лісозаготівельному поселенні Віттьє (Північна Кароліна, США). Батько — Корнеліус, власник крамниці морозива та пилорами; мати — Міртл Каннінгем. У 1918 році батько кинув сім'ю й подався до Айдахо, де купив овече ранчо. Після розірвання шлюбу Міртл також стала власницею ранчо. Його батьки і прабатьки у багатьох поколіннях були простими робітниками, які не мали не те що вищої, а й навіть середньої освіти.
Виріс хлопець у штаті Айдахо, де закінчив коледж (першим з роду Гаскі), а згодом у 1937 році здобув ступінь бакалавра в Університеті штату Айдахо. Після цього Гаскі закінчив Університет штату Огайо, де у 1943 році отримав ступінь магістра і доктора філософії за свою дипломну роботу «Contributions to the Problem of Geocze». Далі Гаскі влаштувався на роботу до Пенсильванського університету, де читав лекції з математики студентам-морякам ВМФ. З початком Другої світової війни Гаскі робив спроби записатись до армії, але був комісований через поганий зір.
У 1945 році був залучений до робіт зі створення перших у світі комп'ютерів — ENIAC та EDVAC. Продовжив роботу з обчислювальною технікою, працюючи у США над комп'ютером першого покоління SEAC (англ. Standards Electronic/Eastern Automatic Computer), а у Великій Британії (у Національній фізичній лабораторії), з січня 1947 року по грудень 1948 року, разом з відомим Аланом Тюрінгом, над Pilot ACE.
У 1949—1954 роках працював у Національному інституті стандартів і технології (Лос-Анджелес), де зробив суттєвий внесок у створення американського комп'ютера SWAC (англ. Standards Western Automatic Computer), після цього працював над Bendix G-15. У липні 1954 року Гаскі почав працювати у Каліфорнійському університеті в Берклі (де його учнем був відомий, згодом, програміст і теоретик програмування Ніклаус Вірт), у 1967 році — працював у Каліфорнійський університет в Санта-Крузі, де заснував комп'ютерно-інформаційний науковий центр та став його президентом.
У 1963—1964 роках Гаскі відвідував Індію, де заснував комп'ютерний центр в Інституті технології в Канпурі. Згодом Гаскі також заснував схожий центр в Університеті Янгона (Янгон, Бірма).
У 1986 році 70-річний Гаскі через похилий вік завершив викладацьку роботу в Каліфорнійському університеті і став професором-емеритом.
Гаррі Гаскі помер 9 квітня 2017 року у віці 101 рік 2 місяці й 20 днів у місті Санта-Крус (штат Каліфорнія).

### Особисте життя
З кінця 1940-х років Гаррі Гаскі був одружений зі своєю кращою ученицею, фахівцем з математики Вельмою Роет (англ. Velma Roeth), яка померла у 1991 році. У пари було четверо дітей: три дочки Керолайн (Джо) Дікінсон, Роксанн Дуаєр та Лінда (Джером) Реттерат, і син Дуг (Анна) Гаскі. У 1994 році 78-річний професор одружився вдруге з жінкою на ім'я Ненсі Гріндстафф (англ. Nancy Grindstaff), але пережив і її (вона померла у 2015 році).

## Визнання
- 1982 — медаль «Піонер комп'ютерної галузі» за внесок у проект SWAC
- 1994 — Фелло Асоціації обчислювальної техніки[en], а згодом — її президент
- 2013, квітень — почесна нагорода від Музею комп'ютерної історії[6]

## Вибрана бібліографія
- 1980 — Lady Lovelace and Charles Babbage [Архівовано 19 червня 2018 у Wayback Machine.] (разом з Вельмою Роет) // Annals of the History of Computing, Volume: 2, Issue: 4
- 2004 — Harry D. Huskey: His Story, вид. BookSurge Publishing — ISBN 1-59457-680-7
- 2005 — The ACE Test Assembly, the Pilot ACE, the Big ACE, and the Bendix G15 (глава 13, С. 281—295) і The state of the art in electronic digital computing in Britain and the United States (1947) (глава 23, С. 529—540) у книзі Джека Копленда[en] Alan Turing's Automatic Computing Engine, Oxford University Press. — ISBN 0-19-856593-3